# Kabukicho Love Hotel
Sayonara Kabukichô (Kabukichô Love Hotel) é um filme de 2014 dirigido por Ryuichi Ryoki e estrelado por Atsuko Maeda (ex-integrante do AKB48) O filme foi um dos escolhidos para ser exibido no Festival Internacional de Cinema de Toronto de 2014.

## Produção
O filme é dirigido por Ryuichi Ryoki, conhecido pelos filmes eróticos e com mais de 50 filmes em seu currículo.
Hiroki mais uma vez uniu-se com o roteirista Haruhiko Arai no projeto, a quem ele já trabalhou com em "Vibrator" (2003) e "It's Only Talk" (2006). A história do filme gira em torno da vida de cinco homens e mulheres cujas vidas se cruzam em um hotel de amor no distrito da luz vermelha de Tóquio, Kabukicho.
Sometani intpreta Toru, o gerente de um Love Hotel, e Maeda vai interpreta uma aspirante a cantora chamada Saya. Também fazem parte do elenco Kaho Minami como faxineira veterana no hotel, Yutaka Matsushige como seu marido que é um homem procurado na clandestinidade até que o estatuto de limitações em seu crime se esgota, Nao Omori como produtor musical, Jun Murakami como um trabalhador de escritório que gasta uma quantia exorbitante de dinheiro em profissionais do sexo, Shugo Oshinari como olheiro profissional do sexo, e Tomorowo Taguchi como uma gerente de negócios.
As filmagens de "Sayonara Kabukicho" já foram concluídas e um lançamento está previsto para Janeiro de 2015.